# Cryptarrhena lunata
Cryptarrhena lunata är en orkidéart som beskrevs av Robert Brown. Cryptarrhena lunata ingår i släktet Cryptarrhena, och familjen orkidéer. Inga underarter finns listade i Catalogue of Life.

## Bildgalleri

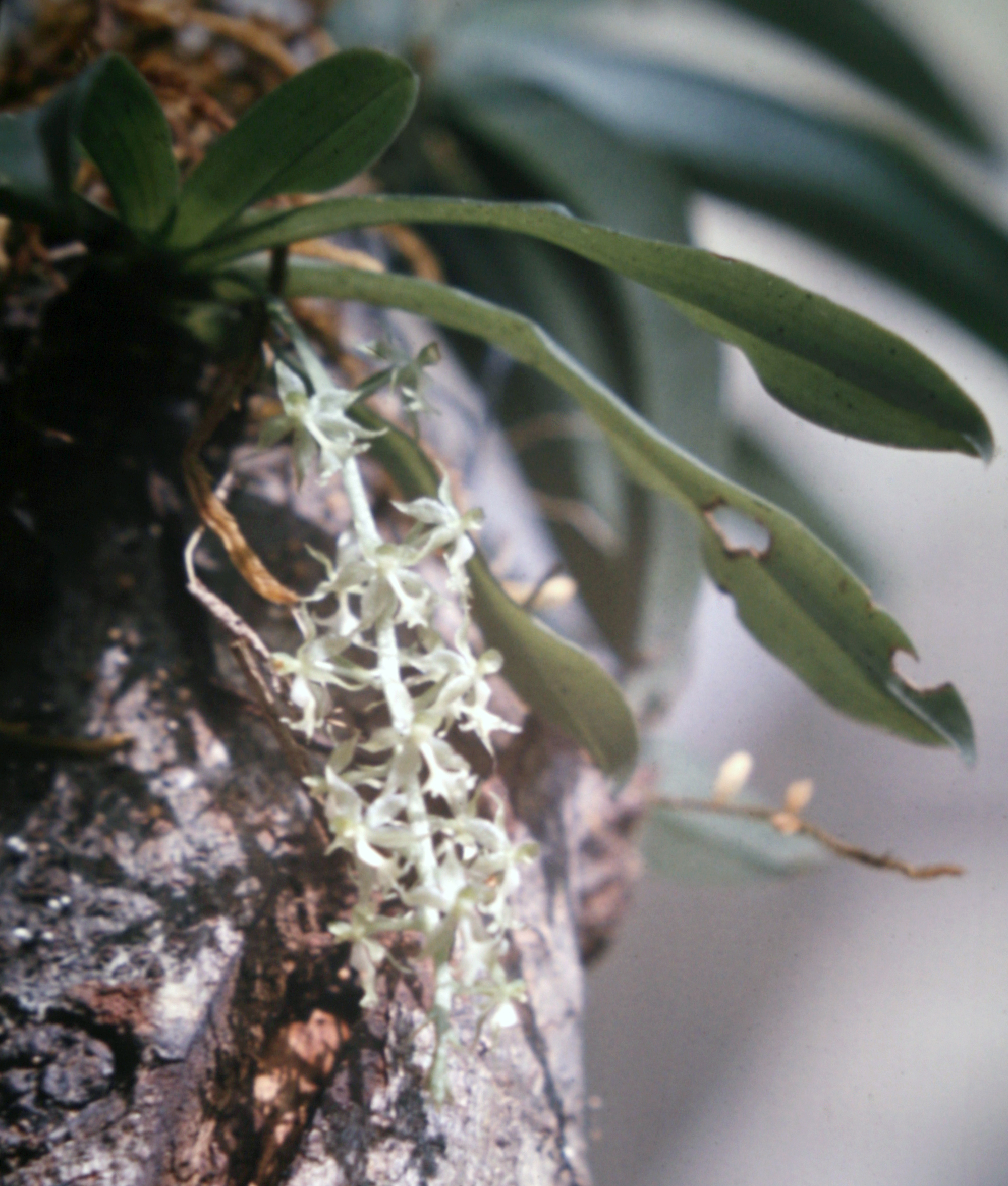
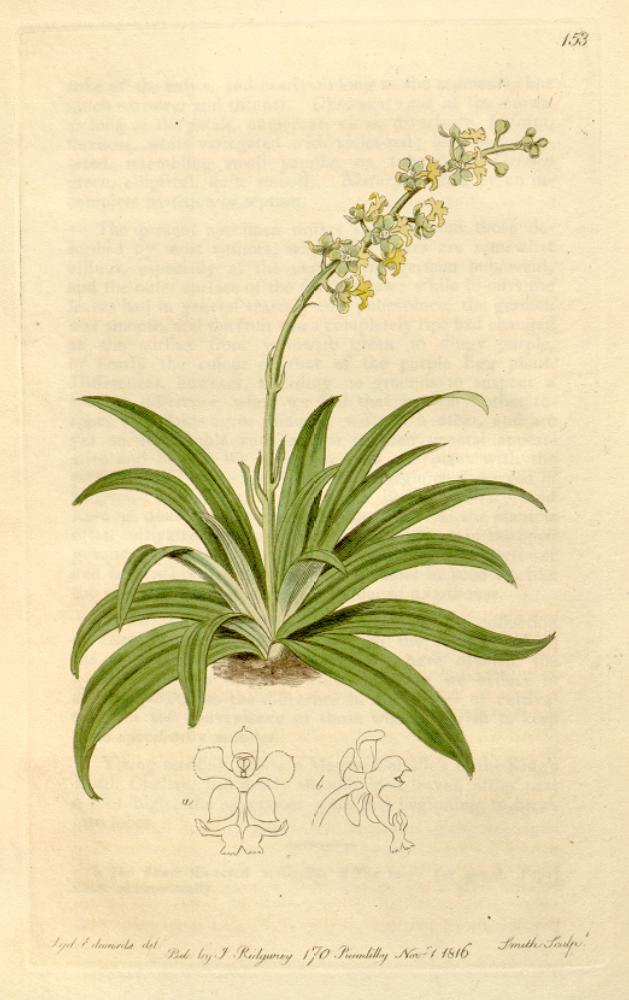